# Brèves

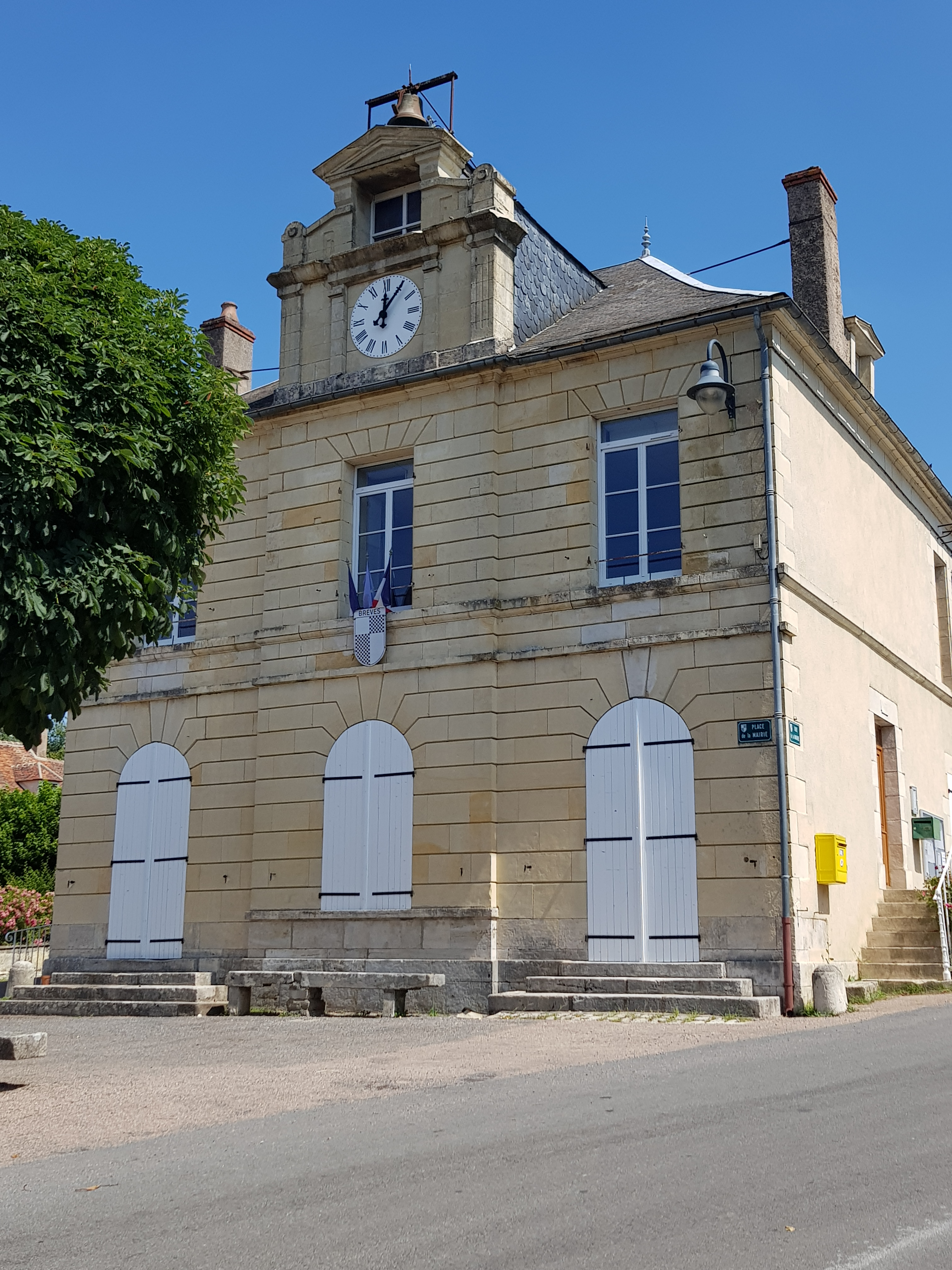
Rathaus (Mairie) von Brèves

Brèves ist eine französische Gemeinde mit 272 Einwohnern (Stand: 1. Januar 2022) im Département Nièvre in der Region Bourgogne-Franche-Comté. Sie gehört zum Arrondissement Clamecy und zum Kanton Clamecy. 

## Geographie
Brèves liegt etwa 44 Kilometer südsüdöstlich von Auxerre und zehn Kilometer südöstlich von Clamecy. Die Yonne bildet die südwestliche Gemeindegrenze. Nachbargemeinden von Brèves sind Dornecy im Nordwesten und Norden, Asnières-sous-Bois im Norden, Chamoux im Nordosten, La Maison-Dieu im Osten, Metz-le-Comte und Asnois im Süden sowie Villiers-sur-Yonne im Südwesten und Westen.

## Bevölkerungsentwicklung
| Jahr                       | 1962 | 1968 | 1975 | 1982 | 1990 | 1999 | 2006 | 2019 |
| Einwohner                  | 300  | 298  | 273  | 234  | 286  | 308  | 299  | 236  |
| Quellen: Cassini und INSEE |      |      |      |      |      |      |      |      |

## Sehenswürdigkeiten
- Kirche Saint-Siméon aus dem Jahr 1832
- Schleuse
- Lavoir
- Wasserturm
- Ehemalige Wassermühle